# 灵长大目
靈長大目（學名：Archonta）或稱 魁獸大目、統獸大目，是一個已被棄用的哺乳動物分類單元，在原有的分類體系中稱為靈長總目、魁獸總目或統獸總目，後來學界根據基因序列分析將其與嚙齒目、兔形目等一同歸為真魁兽啮型总目（Euarchontoglires），因此靈長大目由總目降級為大目，而其舊稱靈長總目、魁獸總目和統獸總目則成為真魁兽啮型总目的通用簡稱。
其下包含 5 個目：
- 靈長目 Primates
- †更猴目 Plesiadapiformes
- 皮翼目 Dermoptera
- 樹鼩目 Scandentia
- 翼手目（蝙蝠）Chiroptera

基因分析顯示蝙蝠與其他的目並不在同一演化支上，而是属于劳亚兽总目，所以學界重新定義了靈長大目，將翼手目排除在外，為與原来包含翼手目的舊靈長大目相區別，新的靈長大目被稱為真靈長大目（Euarchonta；或稱 真魁獸大目、真統獸大目；在未歸入真魁兽啮型总目前，稱作真靈長總目、真魁獸總目或真統獸總目）。